# Vaucelles-et-Beffecourt
Vaucelles-et-Beffecourt è un comune francese di 218 abitanti situato nel dipartimento dell'Aisne della regione dell'Alta Francia.

## Società

### Evoluzione demografica
Abitanti censiti